# Monumento ai caduti (Prato)
Il monumento ai caduti, raffigurante L'Eroismo che conforta il Dovere, si trova a Prato in piazza delle Carceri sul lato opposto del castello dell'Imperatore.Opera dello scultore Antonio Maraini è stato inaugurato il 22 maggio 1934, lo stesso giorno in cui venne inaugurata la Stazione ferroviaria alla presenza del Re.

## Storia

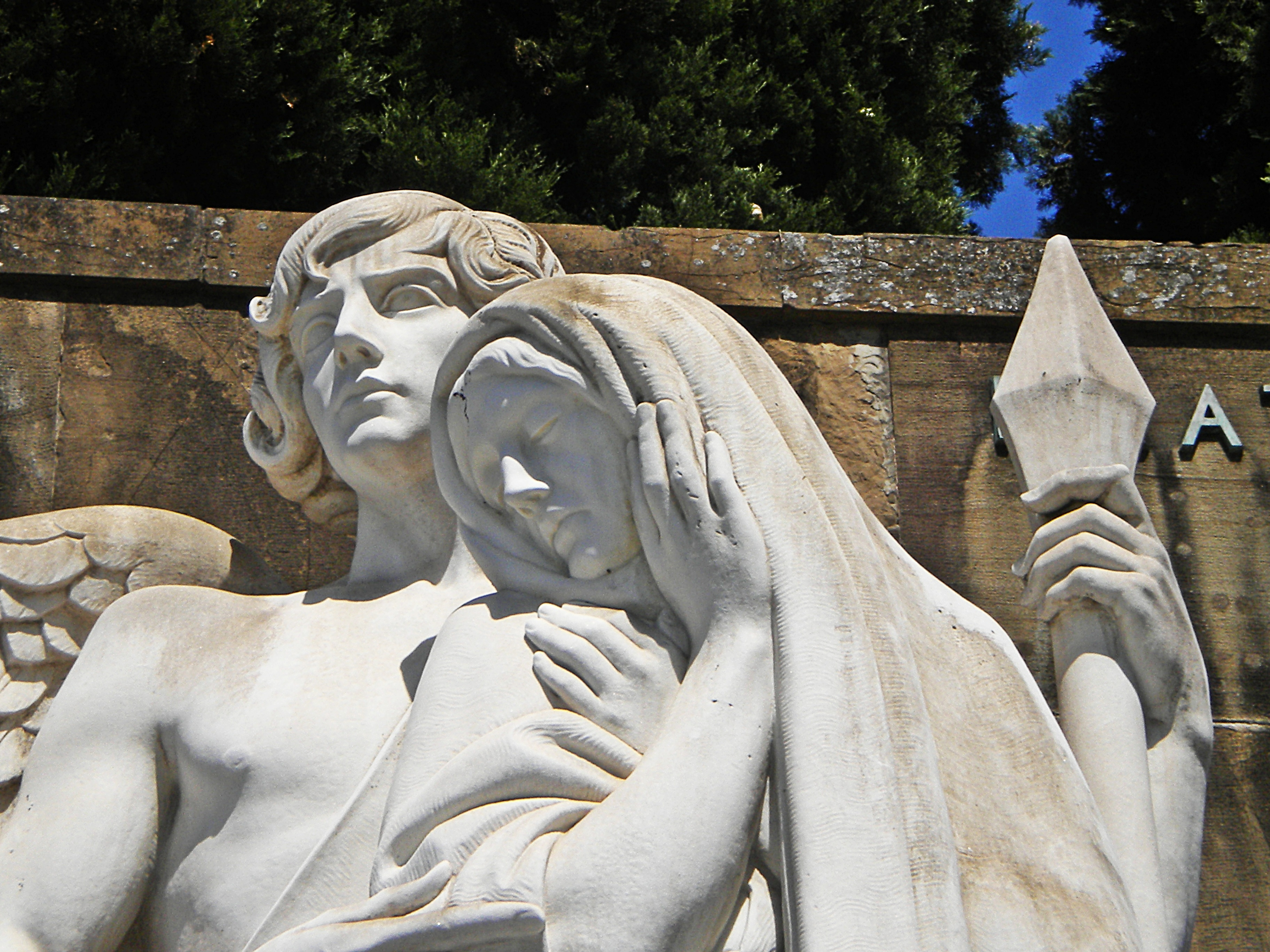
particolare

L’iniziativa di commemorare i propri Caduti era stata presa fin dal 1921 dalla sezione locale dell’Associazione Nazionale Mutilati, alla quale si era unita quella dei Combattenti e Reduci, con lo scopo di raccogliere i fondi necessari attraverso pubblica sottoscrizione che raggiunse la ragguardevole somma di 350.000 lire. Queste furono depositate presso la Cassa di Risparmio della città, dove rimarranno in attesa d’impiego per dieci anni, fino a raggiungere una cifra superiore alle 400.000 lire, in considerazione degli interessi nel frattempo maturati sul capitale iniziale.
Come registrano i verbali dell'epoca, la scelta dello scultore e l’intero iter decisionale erano stati sottoposti alle valutazioni delle gerarchie di partito, sebbene la documentazione esistente non consenta di chiarire in base a quali criteri il Maraini risultasse vincitore del concorso.
All’epoca, lo scultore e decoratore romano Maraini era una figura di una certa notorietà, più per gli incarichi di responsabilità nell’associazione sindacale degli artisti ed organizzatore culturale, che non per le sue qualità artistiche. Ad ogni modo, scelto l’autore restava da individuare il luogo dove collocare il monumento, decisione subordinata all’approvazione del nuovo piano regolatore.  In un primo momento, la scelta del luogo dove collocare l’ara cadeva su piazza San Francesco, antistante la chiesa, dove però sorgeva l’obelisco innalzato nel 1889 alla memoria di Garibaldi e per il quale si pensava ad una eventuale rimozione. In realtà, non furono poche le critiche che avversavano questa prima ipotesi, poiché considerata inadatta ad accogliere l’ara ai Caduti.
Il dibattito proseguì fino al gennaio del 1934, quando a seguito di un sopralluogo dello scultore Maraini assieme ad alcune personalità locali, venne stabilito che l’ara fosse stata collocata nella piazza di Santa Maria delle Carceri, di fronte al Castello dell’Imperatore.
Domenica 22 aprile 1934, l’arrivo del sovrano in stazione, assieme al Ministro dei Lavori Pubblici, Araldo di Crollalanza, fu scandito dal primo passaggio inaugurale, con lo scoprimento della lapide dedicata agli operai pratesi morti durante i lavori di realizzazione della linea ferroviaria.
Subito dopo, il corteo si diresse verso la piazza di Santa Maria delle Carceri, dove Re Vittorio Emanuele III fu accolto nella tribuna speciale allestita per l’occasione: «Il sovrano, dopo aver preso posto nella tribuna [...] assiste allo scoprimento del monumento e quindi vi depone una corona d’alloro – come già aveva fatto per la lapide ai Caduti della direttissima – facendo poi un giro intorno all’Ara per osservare da vicino l’opera d’arte. Fra il delirio del popolo il re lascia quindi la piazza».

## Descrizione
L'opera ha la forma di un'ara votiva poggiata su un basalto, recante nella parte anteriore un gruppo scultoreo di tre metri in marmo bianco di Carrara simboleggiante "L'Eroismo che conforta il Dovere". Completano l'opera tre scudi con all’interno un elmo di soldato, lo stemma sabaudo e lo stemma di Prato (esisteva un quarto stemma con il fascio littorio epurato nel Dopoguerra).
Sul lato destro e sinistro, all’altezza del gruppo scultoreo, vi sono due corone bronzee e sul retro il bollettino della Vittoria su lastra bronzea, davanti al quale compare a tutto tondo un braciere ardente di bronzo. 
Originariamente la parte bassa del monumento era rivestita tutta con marmo verde di Prato, andata distrutta poco dopo la realizzazione del monumento.